# أيزو 17100: 2015
أيزو 17100: 2015 هو معيار دولي أعدته منظمة المعايير الدولية (الأيزو) وصدر بتاريخ 1 مايو 2015. يُحدِّد هذا المعيار الدولي متطلبات جميع العمليات والموارد الأساسية وغيرها من الجوانب الضرورية لتقديم خدمات ترجمة تحريرية عالية الجودة تفي بالمواصفات القياسية المعمول بها.
يتيح العمل بمعيار الأيزو 17100 لمقدمي خدمات الترجمة التحريرية أن يبرهنوا على مطابقة خدماتهم للمواصفات القياسية وعلى كفاءة ما يجرونه من عمليات ويملكونه من موارد لتقديم خدمة ترجمة تلبي متطلبات العميل وتفي بالمواصفات الأخرى المعمول بها في صناعة الترجمة وقواعدها المهنية وتشريعاتها.

## الموارد
يحدد معيار الأيزو 17100 أنواع الموارد في مجال الترجمة التحريرية لتشمل الموارد البشرية (كالمترجمين والمراجعين والمراجعين المتخصصين والمدققين اللغويين ومديري المشروعات) بالإضافة إلى الموارد الفنية والتكنولوجية (كالمعدات الفنية المطلوبة لإنجاز مشروعات الترجمة بكفايةٍ وكفاءة، والتعامل مع كل البيانات والمستندات وتخزينها واسترجاعها وأرشفتها والتصرف فيها بأمانٍ وسرية، ووسائل التواصل من أجهزة وبرامج مناسبة، ومصادر المعلومات ووسائطها المختلفة، وأدوات تكنولوجيا الترجمة وأنظمة إدارة مشروعات الترجمة وأنظمة إدارة المصطلحات وغيرها من أنظمة الموارد اللغوية المتعلقة بالترجمة التحريرية).

## خطوات الترجمة
يحدد معيار الأيزو 17100 خطوات الترجمة لتشمل:
- الترجمة بما فيها عملية التحقق من صحة الترجمة وتدقيق أخطاءها التي يقوم بها المترجم/المترجمة نفسه/نفسها.
- المراجعة اللغوية التي يجريها لغوي آخر بخلاف المترجم.
- المراجعة المتخصصة وهي خطوة اختيارية -وفقًا لمعيار الأيزو 17100- صُمِّمَت لتقييم مدى ملائمة الترجمة للغرض المرجو منها وللمجال التخصصي وللتدابير التصحيحية الموصي بها.
- التدقيق اللغوي والتحقق النهائي.

جديد معيار الأيزو 17100 عن معيار EN 15038
ألغى معيارُ الأيزو 17100 معيارَ EN 15038 الذي كان معمولًا به في أوروبا. والجدير بالذكر تحديد معيار الأيزو 17100 لمتطلبات جديدة تزيد من التأكيد على جودة منتج الترجمة وأهمها:
- وضع الحد الأدنى لمعايير الجودة كشرط خضوع الترجمة لمراجعة يقوم بها لغوي آخر غير اللغوي الذي ترجم المحتوى وهذا جزء إلزامي من معيار الأيزو 17100.
- متطلب ضرورة وجود مؤهلات وخبرات موثقة للمترجمين والمراجعين والمدققين مما يؤكد على حاجة كل هؤلاء القائمين على إخراج منتج الترجمة بمعرفة كافية بمجالات مختلف النصوص المطلوب ترجمتها لفهمها والتعامل مع أي إشكالات فيها.
- اتساع نطاق عمليات ما قبل إنتاج الترجمة اتساعًا ملحوظًا في معيار الأيزو 17100 الذي جعل نجاح مشروع الترجمة يكمن في التعاون بين العملاء ومقدمي خدمات الترجمة بدلًا من عمل مقدمي خدمات الترجمة في معزلٍ عن العميل. وفي أثناء هذا التعاون بين العملاء ومقدمي الخدمة يجب تحديد جميع المتطلبات كجودة النص المستهدف وطبيعة عملية ضمان الجودة ونطاقها واستخدام أدلة الأساليب والاتفاق على كل ذلك مسبقًا قبل الشروع في عملية إنتاج الترجمة.
- يتطلب معيار الأيزو 17100 عملية الحصول على تقييم العميل وتعقيبه على الترجمة التي تُستَخدَم للوقوف على الجودة الفعلية للترجمة ومدى رضا العميل عنها. وفي هذه المرحلة يصبح مقدم خدمة الترجمة مسؤولًا أيضًا عن أرشفة مشروعات الترجمة.
- وأخيرًا وليس آخِرًا ينص معيار الأيزو 17100 على وجوب الوفاء بمتطلبات حماية البيانات إذ أن الترجمات في أحيانٍ كثيرة تحمل معلومات سرية وحساسة.